# 渡邊明夫
渡邊明夫（日语：／ Watanabe Akio，1969年7月27日—）是日本的動畫師、插畫家、人物設計師、作畫監督。

## 概要
東京都出身。動畫專門學校畢業後，進入雲雀工作室，後來常以自由業的身份在活動。因著動畫師工作突破不大也從事插畫和遊戲設計，成就其日後在同人界和動畫製作兩邊人脈甚廣。在繪圖本插圖與動畫的人物設定時多使用「渡邊明夫」名義。另外，在身為插畫家、遊戲人物設計師時也常用「Poyoyon Rock（ぽよよん♥ろっく）」名義，2000年代作為Poyoyon Rock的名氣變得比較高。後來動畫方面多與新房昭之合作，也因著負責遊戲作品陸續動畫化而守住了業界地位。
闊包的臉形、不規則的笑容線條和以突出線條表現的臉頰等，都是其獨有的作畫風格，因而在升任角色設計後不常參與其他作品。單一繪畫能力並非最強，但在統一其個人作畫風格方面能力出眾。

## 主要作品

### 渡邊明夫 名義
- 動畫（含劇場公開作品、OVA）
  - 魔女宅急便（動畫）
  - 神通小精靈（原畫）
  - 聖魔大戰（ビックリマン）（動畫）
  - 新聖魔大戰（原畫）
  - 超級聖魔大戰（首次擔任作畫監督）
  - 为食龙少爷（作畫監督）
  - 機械女神J（作畫監督）
  - 宇宙戰艦山本洋子（TV系列）（人物設定）
  - The Soul Taker～魂狩～（總作畫監督、人物設定）
  - 魔法少女加奈（まじかるカナン）（人物設定）
  - 絕望先生（片頭動畫：原畫）
  - 化物語（人物設定・總作畫監督・作畫監督）
  - 偽物語（人物設定・總作畫監督・作畫監督）
  - 六翼天使之聲（作畫監督）
  - 魔法護士小麥（人物設定）
  - BLAME!Ver.0.11（人物設定）
  - 柯塞特的肖像（原畫）
  - 星空奇蹟 （監督、腳本、人物設定、分鏡、作畫監督、色彩設計）
  - 只有神知道的世界〈人物設定〉
  - 星光少女 極光之夢（人物原案）
  - 星光少女 美夢成真（人物原案）
  - 灰色的果實（人物原案、人物設定、總作畫監督）
  - 憑物語（人物設定、總作畫監督）
  - 煙花（人物設定）
  - 寒蟬鳴泣之時業（人物設定、總作畫監督）
  - 寒蟬鳴泣之時卒（人物設定、總作畫監督）
  - 美少年偵探團（原畫）
  - 逆轉世界的電池少女（人物原案）
  - 16bit的感動 Another Layer（片尾動畫：分鏡、演出）

- 電子遊戲
  - 新同居時代（ずっといっしょ）（作畫監督、人物設定）
  - L的季節
  - L的季節2
  - Missing Blue
  - 魔界天使ジブリール -episode2-（片頭動畫）
  - ToHeart2（片頭動畫：分鏡、演出、作畫監督、原畫）
  - 閃亮十字軍（片頭動畫：分鏡、演出、作畫監督、原畫）
  - 灰色的果實（人物設定、原畫）
  - 灰色的迷宮（人物設定、原畫）
  - 灰色的樂園（人物設定、原畫）
  - （人物設定、原畫）

- 其他
  - 22/7（2018年 - ） 東条悠希 人物設計[1]

### ぽよよん♥ろっく 名義
- 動畫（含OVA）
  - ねとらん者 THE MOVIE（人物設定・總作畫監督）
- 電子遊戲
  - コートの中の天使たち
  - 蒲公英之戀
  - 潮風の消える海に
  - ToHeart2 片頭動畫
- 交換卡片遊戲
  - Broccoli - 水瓶戰記
  - AXIA - 『VIP Tribute Galaxy Angel Edition』 薄荷‧布拉曼修、香草‧亞修（其他諸多同社關聯收集卡）
  - 科樂美數位娛樂 - 旋風管家!!交換卡片遊戲
- 其他類別
  - 埼玉縣預防O-157宣傳海報
  - 「萌えローン」ろんたん、ライブベア（Livedoor Credit）
  - 「秋葉系SNS“Filn”」官方角色 Fil、Fal
  - DVD廣播劇『はるこ☆UP DATE』封面插圖
  - 三月的狮子第35话结束卡插圖

## 外部連結
- http://poyo.chu.jp （页面存档备份，存于） （的HP）（日語）
- 渡邊明夫的X（前Twitter）（日語）